# Radwell
Radwell är en ort och civil parish i Storbritannien.   Den ligger i grevskapet Hertfordshire och riksdelen England, i den sydöstra delen av landet, 60 km norr om huvudstaden London. Radwell ligger 71 meter över havet och antalet invånare är 106.
Terrängen runt Radwell är platt. Runt Radwell är det tätbefolkat, med 383 invånare per kvadratkilometer. Närmaste större samhälle är Stevenage, 12,9 km söder om Radwell. Trakten runt Radwell består till största delen av jordbruksmark.